# Gran Premio motociclistico di Spagna 1974
Il Gran Premio motociclistico di Spagna fu l'ultimo appuntamento del motomondiale 1974.
Si svolse il 22 settembre 1974 sul Circuito del Montjuïc, e corsero tutte le classi tranne 500 e sidecar.
La prima gara in programma fu quella della 250 (ore 9). Durante il 21º passaggio il francese Bernard Fau cadde sul rettifilo delle tribune a seguito di un grippaggio: un pompiere entrò in pista per togliere dei detriti, ma fu investito da Takazumi Katayama, che sopraggiungeva; trasportato in ospedale, il pompiere non sopravvisse all'incidente. La gara fu sospesa solo al 27º giro dei 33 previsti.
Seguì la 50 (ore 10.10), con sette Kreidler ai primi sette posti e vittoria per il neocampione del mondo della categoria Henk van Kessel.
In 350 (ore 11) prima vittoria iridata per l'ex campione del mondo di sci nautico Víctor Palomo.
Chiuse il programma la 125 (ore 12.30) vinta da un altro pilota spagnolo, Benjamín Grau.
I due centauri spagnoli avevano corso anche la gara della Formula 750 svoltasi il pomeriggio di sabato 21, dominando la gara con le loro Ducati 750 SS (primo Palomo, secondo Grau).

## Classe 350
20 piloti alla partenza.

### Arrivati al traguardo
| Pos | Pilota              | Moto          | Tempo         | Punti |
| --- | ------------------- | ------------- | ------------- | ----- |
| 1   | Víctor Palomo       | Yamaha        | 1h 03' 17" 17 | 15    |
| 2   | Dieter Braun        | Yamaha        | +1" 04        | 12    |
| 3   | Olivier Chevallier  | Yamaha        | +27" 67       | 10    |
| 4   | Alex George         | Vesco Yamaha  | +27" 87       | 8     |
| 5   | Chas Mortimer       | Maxton-Yamaha | +53" 30       | 6     |
| 6   | Hans Mühlebach      | Yamaha        | +1' 05" 32    | 5     |
| 7   | Billie Henderson    | Yamaha        | +1 giro       | 4     |
| 8   | Ulrich Graf         | Yamaha        | +1 giro       | 3     |
| 9   | Nico van der Zanden | Yamaha        | +1 giro       | 2     |
| 10  | Kjell Solberg       | Yamaha        | +1 giro       | 1     |
| 11  | Harry Niemann       | Yamaha        | +1 giro       |       |

## Classe 250
27 piloti alla partenza.

### Arrivati al traguardo
| Pos | Pilota                 | Moto            | Tempo      | Punti |
| --- | ---------------------- | --------------- | ---------- | ----- |
| 1   | John Dodds             | Yamaha          | 47' 03" 80 | 15    |
| 2   | Pentti Korhonen        | Yamaha          | +7" 37     | 12    |
| 3   | Dieter Braun           | Yamaha          | +15"99     | 10    |
| 4   | Bruno Kneubühler       | Yamaha          | +22"17     | 8     |
| 5   | Víctor Palomo          | Yamaha          | +29"95     | 6     |
| 6   | Rolf Minhoff           | Maico           | +1’10"76   | 5     |
| 7   | Jean-Louis Guignabodet | Yamaha          | +1'22"69   | 4     |
| 8   | Olivier Chevallier     | Yamaha          | +1´22"93   | 3     |
| 9   | Alex George            | Vesco Yamaha    | +1´28"52   | 2     |
| 10  | Hans Mühlebach         | Yamaha          | +1´49"07   | 1     |
| 11  | Eero Hyvärinen         | Yamaha          | +1 giro    |       |
| 12  | Tom Herron             | Yamaha          | +2 giri    |       |
| 13  | Leif Gustafsson        | Yamaha          | +2 giri    |       |
| 14  | Kjell Solberg          | Yamaha          | +2 giri    |       |
| 15  | Patrick Pons           | Yamaha          | +3 giri    |       |
| 16  | Nery Benito Varona     | Harley-Davidson | +3 giri    |       |
| 17  | Takazumi Katayama      | Yamaha          | +4 giri    |       |
| 18  | Nico van der Zanden    | Yamaha          | +4 giri    |       |
| 19  | Bernard Fau            | Harley-Davidson | +7 giri    |       |

## Classe 125
22 piloti alla partenza, 10 al traguardo.

### Arrivati al traguardo
| Pos | Pilota                 | Moto    | Tempo      | Punti |
| --- | ---------------------- | ------- | ---------- | ----- |
| 1   | Benjamín Grau          | Derbi   | 50' 24" 54 | 15    |
| 2   | Otello Buscherini      | Malanca | +10" 40    | 12    |
| 3   | Bruno Kneubühler       | Yamaha  | +10" 87    | 10    |
| 4   | Kent Andersson         | Yamaha  | +1' 00" 86 | 8     |
| 5   | Ángel Nieto            | Derbi   | +1' 24" 03 | 6     |
| 6   | Matti Salonen          | Yamaha  | +1' 27" 19 | 5     |
| 7   | Jean-Louis Guignabodet | Yamaha  | +1' 43" 11 | 4     |
| 8   | Matti Kinnunen         | Maico   | +1 giro    | 3     |
| 9   | Peter Frohnmeyer       | Maico   | +1 giro    | 2     |
| 10  | Aldo Pero              | Carem   | +2 giri    | 1     |

## Classe 50
22 piloti alla partenza.

### Arrivati al traguardo
| Pos | Pilota                    | Moto         | Tempo      | Punti |
| --- | ------------------------- | ------------ | ---------- | ----- |
| 1   | Henk van Kessel           | Kreidler     | 32' 42" 42 | 15    |
| 2   | Herbert Rittberger        | Kreidler     | +3" 38     | 12    |
| 3   | Juliaan Vanzeebroeck      | Kreidler     | +11" 63    | 10    |
| 4   | Gerhard Thurow            | Kreidler     | +19" 68    | 8     |
| 5   | Ulrich Graf               | Kreidler     | +1' 09" 03 | 6     |
| 6   | Stefan Dörflinger         | Kreidler     | +1' 29" 10 | 5     |
| 7   | Rudolf Kunz               | Kreidler     | +1' 33" 60 | 4     |
| 8   | Theo Timmer               | Jamathi      | +2' 12" 09 | 3     |
| 9   | Luis Armando López Mateos | Derbi        |            | 2     |
| 10  | Norbert Peschke           | Kreidler     | +1 giro    | 1     |
| 11  | Joaquín Galí              | Derbi        | +1 giro    |       |
| 12  | Pentti Salonen            | Tunturi-Puch | +1 giro    |       |
| 13  | Leif Rosell               | Jamathi      | +1 giro    |       |
| 14  | Hans-Jürgen Hummel        | Kreidler     | +2 giri    |       |
| 15  | Javier Mira               | Derbi        | +4 giri    |       |